# Projektbanken
Projektbanken är en webbtjänst från Förbundet Unga Forskare som syftar till att hjälpa gymnasieelever med forskningsinriktade projektarbeten. Projektbanken drivs i samarbete med svenska universitet och högskolor, bland annat Uppsala universitet, Göteborgs universitet, Umeå universitet och Södertörns högskola.